# Andrew White (cestista)
Andrew Jackson White III (Richmond, 16 giugno 1993) è un cestista statunitense.